# Coenyropsis carcassoni
Coenyropsis carcassoni är en fjärilsart som beskrevs av Kiellard 1976. Coenyropsis carcassoni ingår i släktet Coenyropsis och familjen praktfjärilar. Inga underarter finns listade i Catalogue of Life.